# Pupă (biologie)

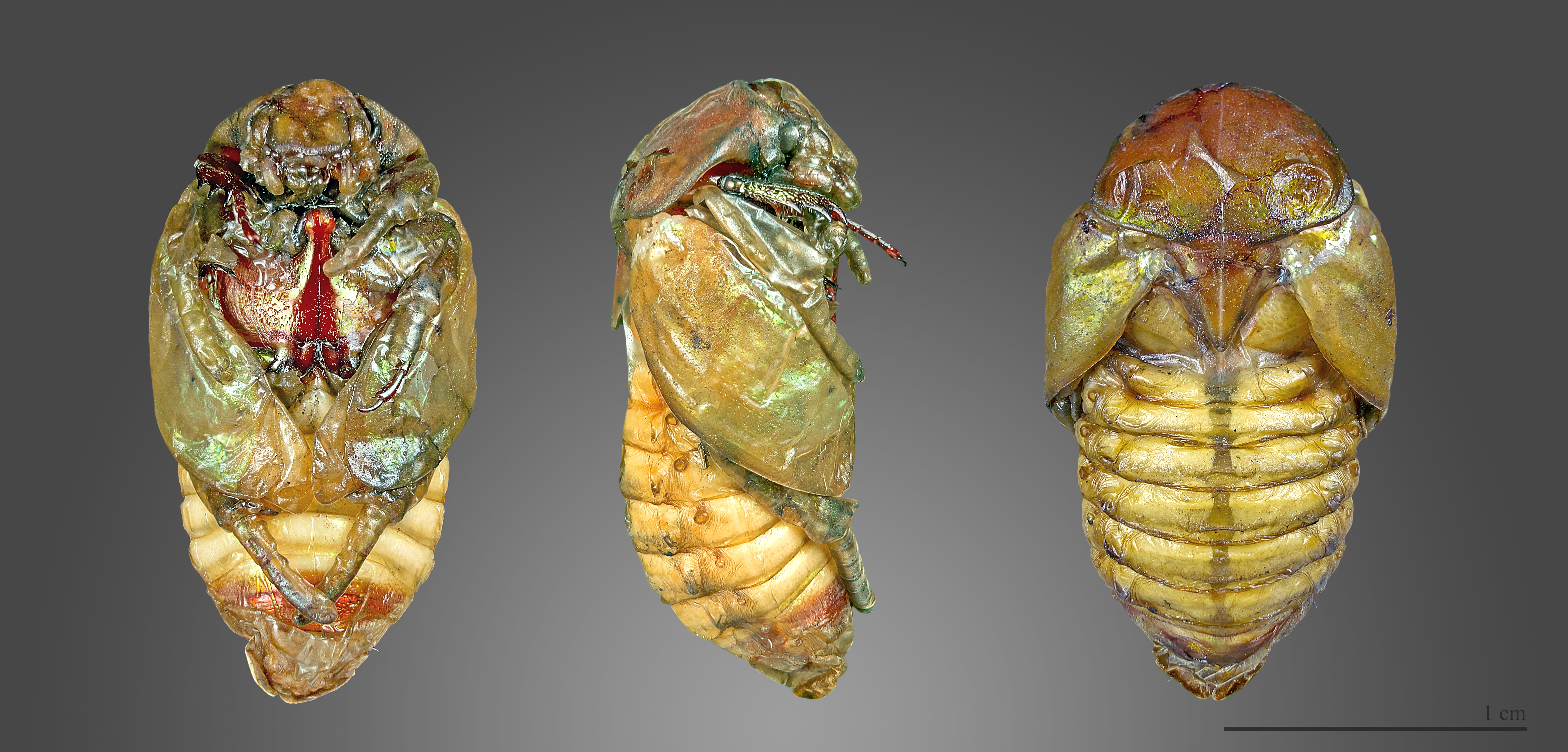
Pupa gandacului de trandafir, Cetonia aurata

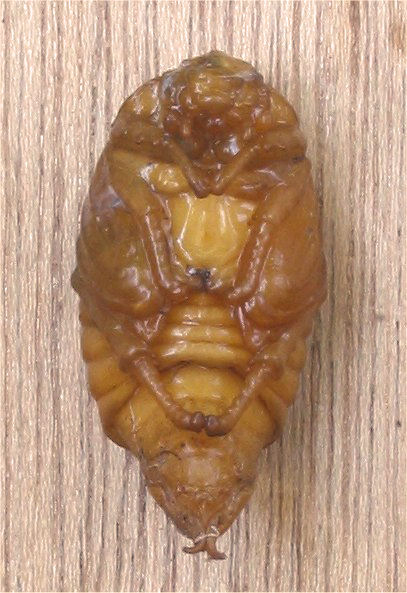
Pupă de Melolontha melolontha

În biologie, pupa (latină: pupa adică păpușă, pl: pupae sau pupas) este o fază a metamorfozei prin care trece o insectă de la eclozarea din ou până la atingerea stadiului adult. Celelalte stagii sunt larvă și nimfă. Procesele de intrare și de finalizare a stadiului de pupă sunt controlate de hormonii insectei, în special hormonul juvenil, hormonul protoracicotrop și ecdisonă. Actul de a deveni pupă se numește pupație, iar actul de a ieși din carcasa pupă se numește ecloziune sau apariție.
Pupele diferitelor grupuri de insecte au denumiri diferite, cum ar fi crisalidă pentru pupele fluturilor și tumbler pentru cele din familia țânțarilor. Pupele pot fi încadrate în alte structuri, cum ar fi coconi, cuiburi sau scoici.